# P. T. Selbit
P. T. Selbit, nome artístico de Percy Thomas Tibbles (Hampstead, Londres, 17 de Novembro de 1881 - ?, 19 de Novembro de 1938) foi um mágico, inventor e escritor britânico a quem se é atribuido a primeira pessoa a realizar o truque da mulher cortada em dois, sendo, por isso, creditado como pai da mágica de ilusionismo.
Entre os mágicos, ele era conhecido por sua inventividade e instinto empreendedor e é creditado por criar uma longa lista de ilusões de palco bem-sucedidas.

## Carreira
Nascido em Hampstead, Londres, Inglaterra, Percy Thomas Tibbles desenvolveu um interesse pela mágica em sua juventude, quando foi aprendiz de ourives. O porão da ourivesaria foi alugado ao mágico e inventor Charles Morritt, que o usou para desenvolver novos truques e o jovem Tibbles entrava furtivamente para estudá-los quando Morritt estava fora. Tibbles começou a fazer um ato de manipulação de moedas e cartas sob o nome artístico de P. T. Selbit, que ele criou soletrando seu sobrenome ao contrário e eliminando um dos "B". Ele também usou Selbit como pseudônimo, trabalhando como jornalista em um jornal teatral, escrevendo um manual de mágica e editando um jornal comercial para mágicos.
Entre 1902 e 1908, Selbit trabalhou em music halls sob o nome de Joad Heteb. Ele deduziu que o público queria algo que parecesse exótico, então vestiu maquiagem, manto e peruca para atuar como um personagem "pseudo-egípcio". Este episódio reflete duas características que marcaram grande parte de sua carreira mágica: capacidade inventiva e um desejo empreendedor de continuar atraindo o público com algo novo. Em 1910, Selbit fez uma turnê com uma ilusão intitulada "Spirit Paintings", na qual o público era solicitado a nomear um artista e, em seguida, fotos no estilo desse artista apareciam misteriosamente em telas iluminadas. Sua próxima turnê contou com um truque chamado "The Mighty Cheese", no qual o público foi convidado a tentar derrubar um enorme modelo circular de roda de queijo, o que acharam impossível de fazer porque continha um giroscópio.
Em 1912, Selbit começou a trabalhar para John Nevil Maskelyne e David Devant, que dominaram o negócio de shows de mágica na Grã-Bretanha com suas produções no Egyptian Hall e no St. George's Hall. O primeiro papel de Selbit com Maskelyne e Devant foi fazer uma turnê por music halls e vaudeville americano durante 1912 e 1913 apresentando a ilusão "Window of a Haunted House" (em português "Janela de uma casa assombrada") de Devant. Em 1914, Selbit introduziu a ilusão "Walking through a Wall" (em português "Caminhando através de uma parede") no St. George's Hall.

## Disputas comHarry Houdini
Selbit realizou uma ilusão conhecida como "Walking Through a Brick Wall" no St. George's Hall, Londres, em 1913. O mágico americano Harry Houdini realizou a ilusão um ano depois no Hammerstein's Roof Garden em Nova York, 1914.
Amigos de Selbit na Inglaterra afirmaram que Houdini originalmente observou Selbit realizar a ilusão em Londres e a roubou como se fosse sua. Houdini respondeu alegando que havia comprado os direitos do dono da ilusão, Sidney Josolyne. Selbit rejeitou as reivindicações de Josolyne e afirmou que ele era o criador da ilusão, e isso causou uma disputa com Houdini.
Na ilusão de Selbit, uma jovem atraente atravessou a parede. Isso foi diferente da ilusão de Houdini, já que ele próprio havia atravessado a parede. A ilusão funcionou com o uso de um alçapão que passava por baixo da parede.
Em 1919, Selbit organizou uma sessão espírita em seu próprio apartamento em Bloomsbury, Londres. O espírita Arthur Conan Doyle , que compareceu à sessão, desconhecia os truques de Selbit e declarou genuínas as manifestações de clarividência.

## Truque da mulher cortada em dois

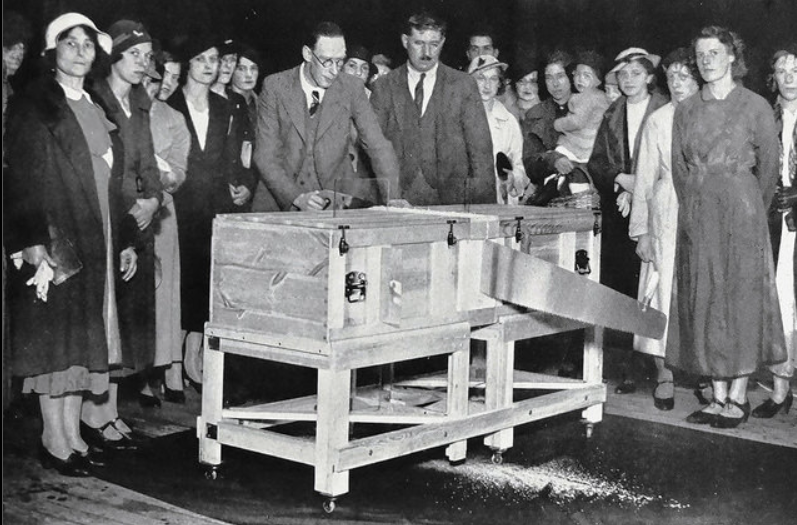
Selbit performando seu famoso truque da mulher cortada ao meio.

Existem muitas versões da ilusão de serrar uma mulher ou serrar uma mulher ao meio, bem como outras ilusões baseadas nesse tema. Não há um consenso sobre as origens exatas da ideia, com alguns sugerindo que há um registro dela desde 1809 ou que a ideia pode ser rastreada até o antigo Egito. O inventor da mágica moderna Jim Steinmeyer escreveu que uma descrição da ilusão foi publicada pelo grande mágico francês Jean Robert-Houdin em 1858, mas a ideia de Robert-Houdin permaneceu apenas isso, uma descrição escrita de um efeito. Selbit é geralmente reconhecido como o primeiro mágico a realizar tal truque em um palco público, o que ele fez no teatro Finsbury Park Empire em Londres em 17 de janeiro de 1921. Na verdade, Selbit já havia realizado a ilusão em Dezembro de 1920 diante de um seleto público de promotores e agentes teatrais no St. George's Hall para tentar persuadir um deles a contratá-lo para apresentá-la.
Na versão de Selbit, uma assistente entrou em uma caixa de madeira semelhante em proporção a um caixão, mas um pouco maior. Ela estava presa lá por cordas em volta dos pulsos, tornozelos e pescoço. A caixa foi então fechada, ocultando-a de vista. Depois que a caixa foi colocada na posição horizontal, Selbit serrou o meio dela com uma grande serra manual. A impressão dada ao público foi que, devido às restrições e ao espaço limitado no camarote, a cintura da assistente devia estar no caminho da serra e ela certamente teria sido cortada. Finalmente a caixa foi aberta e o assistente, ainda com cordas amarradas, saiu ileso.
O impacto da ilusão foi imenso e Selbit tornou-se um sucesso de bilheteria. Jim Steinmeyer atribui o sucesso e a influência da ilusão não apenas à inventividade de Selbit, mas também ao seu timing. Em 1920, o mundo estava cansado dos estilos mais antigos de magia. As mudanças na psique pública provocadas pelo trauma da Primeira Guerra Mundial, juntamente com as rápidas mudanças sociais e tecnológicas, significaram que era o momento certo para um novo e chocante estilo de magia. A ilusão da serra foi fundamental na criação do clichê da bonita assistente submetida à tortura e mutilação por mágicos. Antes de Selbit, assistentes masculinos e femininos eram usados em ilusões.
Na época vitoriana, a natureza volumosa das roupas femininas muitas vezes impedia o uso de uma assistente feminina em ilusões que exigiam que o artista entrasse em um espaço confinado. Em 1920, a moda mudou e tornou-se não apenas aceitável, mas desejável, ter um elenco de mulheres atraentes exibindo membros bem torneados. Steinmeyer observou que, “além das preocupações práticas, a imagem da mulher em perigo tornou-se uma moda específica no entretenimento”.
Outros mágicos rapidamente tentaram imitar e melhorar o truque de Selbit. Em poucos meses, o mágico americano Horace Goldin apresentou uma versão em que a cabeça, as mãos e os pés do assistente eram vistos à vista durante todo o truque. Goldin foi agressivo no uso de medidas legais para tentar impedir que alguém competisse com ele. Quando Selbit chegou à América para fazer uma turnê com sua ilusão de serrar, ele descobriu que Goldin havia registrado muitos títulos possíveis para o ato na Agência de Proteção dos Gerentes de Vaudeville. Selbit foi então forçado a chamar seu ato de "A Mulher Dividida", o que teve um impacto menos dramático do que a ideia de serrar uma mulher. Selbit tentou processar Goldin por roubar sua ideia, mas a ação falhou quando foi decidido que a ilusão de Goldin era suficientemente diferente.
A ilusão de serrar passou por muitos desenvolvimentos depois que Selbit e outros artistas alcançaram fama e grande sucesso comercial para variantes específicas. Mais tarde, Goldin produziu ilusões de serragem que dispensavam uma caixa de cobertura e, por fim, usaram uma grande serra circular.
Outra variante, que devia algo ao original de Selbit, foi atribuída a Alan Wakeling. No entanto, Selbit mantém o seu lugar na história como o primeiro a apresentar um truque de serrar e, portanto, como uma figura que moldou as percepções populares das ilusões de palco durante décadas.

### Reavivamento
Na década de 1990, o renomado mágico inglês Paul Daniels fez uma homenagem a Selbit em sua série de televisão "Secrets". Descrevendo as origens do truque, Daniels realiza o serrar uma mulher em meia ilusão em sua forma original, no estilo de Selbit, incluindo também o desenvolvimento de Selbit de usar vidraças, dando a impressão de que a mulher também tem a cabeça e as pernas cortadas e seu corpo cortado ao meio verticalmente.

## Carreira subsequente e outros truques de ilusionismos
Após suas batalhas judiciais na América, que efetivamente o impediram de alcançar o mesmo nível de sucesso que obteve na Grã-Bretanha, Selbit voltou para casa em 1922. Ele voltou sua atenção para o desenvolvimento de novas ilusões na esperança de criar algo que repetisse o impacto de serrar. Ele é creditado por ter criado Garota/Homem cortado ao Meio (1924), Através do Olho de uma Agulha (1924), O Mistério de um Milhão de Dólares, Esticando uma Garota e Evitando a Esmagamento, Os Blocos de Selbit e possivelmente também a Fuga da Cadeia Siberiana. Embora alguns efeitos fossem altamente engenhosos e vários tivessem sucesso suficiente para continuarem a ser realizados por gerações subsequentes de mágicos, nenhum alcançou a fama de serrar.
Em 1928, Selbit foi ajudar Morritt, o mágico com quem havia aprendido tanto sub-repticiamente no início de sua carreira. Morritt foi preso e acusado de "obter dinheiro sob falsos pretextos" como resultado de um mal-entendido sobre a maneira como ele ganhava a vida com um ato intitulado "Man in a Trance". Selbit e Will Goldston ajudaram a financiar a defesa de Morritt e ele acabou sendo absolvido.

## Trabalhos publicados
- The Magician's Handbook (1901)
- The Magical Entertainer (1906)
- Conjuring Patter (1907)
- The Magic Art of Entertaining (1907)
- De 1905 a 1910, ele editou uma revista de mágica chamada "The Wizard", que, sob outro editor, mais tarde se tornou The Magic Wand.[18][19][20]

## Leitura Adicional
- Eric C. Lewis & Peter Warlock, P.T. Selbit: Magical Innovator, Magical Publications (1989), ISBN 0-915181-19-3
- Jim Steinmeyer, Hiding the Elephant: How Magicians Invented the Impossible and Learned to Disappear, Carroll & Graf, (reprint August 2004), ISBN 0-7867-1401-8
- Jim Steinmeyer, Art and Artifice: And Other Essays of Illusion, Carroll & Graf, (September 2006), ISBN 0-7867-1806-4
- P. T. Selbit, The Magician's Handbook: a Complete Encyclopedia of the Magic Art, (various editions, including: Marshall & Brookes, 1902; 3rd edition Dawbarn & Ward, 1904)